# Eleccions legislatives russes de 1995
Les Eleccions legislatives russes de 1995 es van celebrar el 17 de desembre per escollir els 450 escons a la Duma Estatal. La llei electoral aprovada per a les eleccions de 1995 va ser similar a les anteriors, amb algunes modificacions que complicaven la participació a forces minoritàries. En primer lloc, per aconseguir un lloc a la votació de representació proporcional, els partits s'havien d'haver registrat al Ministeri de Justícia no més tard de sis mesos abans de les eleccions, i el nombre de signatures que havien de reunir va passar de 100.000 a 200.000. En segon lloc, els vots no vàlids s'han inclòs ara en el càlcul del llindar del 5%. En tercer lloc, a la votació del districte uninominal es van indicar els avals del partit als candidats.

## Resultats
Dels quaranta-tres partits i coalicions que es van presentar a les eleccions, només quatre van superar el llindar del 5% per optar als escons proporcionals, però moltes formacions van aconseguir representació pel mètode uninominal, escalant el llistat de quatre a vint-i-tres més independents.
|        |                                                |              |              |              |                  |                  |                  |           |
| Partit | Partit                                         | Proporcional | Proporcional | Proporcional | Circumscripcions | Circumscripcions | Circumscripcions | Escons    |
| Partit | Partit                                         | Vots         | %            | #            | Vots             | %                | #                | Escons    |
|        | Partit Comunista de la Federació Russa         | 15.432.963   | 22,30        | 99           | 8.636.392        | 12,78            | 58               | 157 / 450 |
|        | Partit Liberal Democràtic de Rússia            | 7.737.431    | 11,18        | 50           | 3.801.971        | 5,63             | 1                | 51 / 450  |
|        | Nostra Llar - Rússia                           | 7.009.291    | 10,13        | 45           | 3.808.745        | 5,64             | 10               | 55 / 450  |
|        | Iàbloko                                        | 4.767.384    | 6,89         | 31           | 2.209.945        | 3,27             | 14               | 45 / 450  |
|        | Dones de Rússia                                | 3.188.813    | 4,61         | 0            | 712.072          | 1,05             | 3                | 3 / 450   |
|        | Partit Comunista Obrer Rus                     | 3.137.406    | 4,53         | 0            | 1.276.655        | 1,89             | 1                | 1 / 450   |
|        | Congrés de les Comunitats Russes               | 2.980.137    | 4,31         | 0            | 1.987.665        | 2,94             | 5                | 5 / 450   |
|        | Partit de l'Autogovern Obrer                   | 2.756.954    | 3,98         | 0            | 475.007          | 0,7              | 1                | 1 / 450   |
|        | Elecció Democràtica de Rússia - DU             | 2.674.084    | 3,86         | 0            | 1.819.330        | 2,69             | 9                | 9 / 450   |
|        | Partit Agrari Rus                              | 2.613.127    | 3,78         | 0            | 4.066.214        | 6,02             | 20               | 20 / 450  |
|        | Derzhava                                       | 1.781.233    | 2,57         | 0            | 420.860          | 0,62             | 0                | 0 / 450   |
|        | Endavant, Rússia!                              | 1.343.428    | 1,94         | 0            | 1.054.577        | 1,56             | 3                | 3 / 450   |
|        | Poder per al poble                             | 1.112.873    | 1,61         | 0            | 1.345.905        | 1,99             | 9                | 9 / 450   |
|        | Pamfilova–Gurov–Lysenko                        | 1.106.812    | 1,6          | 0            | 476.721          | 0,71             | 2                | 2 / 450   |
|        | Sindicats i Industrials – Sindicat del Treball | 1.076.072    | 1,55         | 0            | 584.063          | 0,86             | 1                | 1 / 450   |
|        | Partit Ecològic Rus "Els Verds"                | 962.195      | 1,39         | 0            | 304.896          | 0,45             | 0                | 0 / 450   |
|        | Bloc Ivan Rybkin                               | 769.259      | 1,11         | 0            | 1.073.580        | 1,59             | 3                | 3 / 450   |
|        | Independents                                   | –            | –            | –            | 21.620.835       | 31,99            | 77               | 77 / 450  |
|        | Altres                                         | 8 755 357    | 12,66        | 0            | 13 492 347       | 17,62            | 8                | 8 / 450   |
|        |                                                |              |              |              |                  |                  |                  |           |
|        | Total                                          | 69.204.819   | 100          | 225          | 69.167.934       | 100              | 225              | 450       |
|        | Inscrits/participació                          | 107.496.856  | 64,4         | –            | 107.496.856      | 64,3             | –                | –         |

## Grups parlamentaris formats
| Grup                                         | Grup                                         | Líder                | Escons (gener de 1996) |
| -------------------------------------------- | -------------------------------------------- | -------------------- | ---------------------- |
| Partit Comunista de la Federació Russa       | Partit Comunista de la Federació Russa       | Gennadi Ziugànov     | 139 / 450              |
| Nostra Llar - Rússia                         | Nostra Llar - Rússia                         | Sergei Belyaev       | 65 / 450               |
| Partit Liberal Democràtic de Rússia          | Partit Liberal Democràtic de Rússia          | Vladimir Zhirinovsky | 49 / 450               |
| Iàbloko                                      | Iàbloko                                      | Grigory Yavlinsky    | 45 / 450               |
| Regions de Rússia (Diputats independents)    | Regions de Rússia (Diputats independents)    | Oleg Morozov         | 44 / 450               |
| Poder Popular                                | Poder Popular                                | Nikolai Ryzhkov      | 41 / 450               |
| Grup Agrari                                  | Grup Agrari                                  | Nikolay Kharitonov   | 35 / 450               |
| Elecció Democràtica de Rússia (no registrat) | Elecció Democràtica de Rússia (no registrat) | Sergey Yushenkov     | 6 / 450                |
| Independents                                 | Independents                                 |                      | 19 / 450               |
| Total                                        | Total                                        |                      | 450                    |